# Société Ferdinand Tönnies
Pour les articles homonymes, voir FTG.
Fondée en 1956 à Kiel,  Allemagne, la Société Ferdinand Tönnies (« Ferdinand-Tönnies-Gesellschaft », FTG) est une association d'utilité publique. Son but principal est davantage la recherche sociologique, particulièrement au sujet de Ferdinand Tönnies (1855-1936), fondateur de la sociologie allemande.
La société scientifique édite les travaux complets de Tönnies. Ils ont été reconstruits en utilisant la technique « de critique textuelle » : Ferdinand Tönnies Gesamtausgabe, 24 vols., édité par Lars Clausen (1992-2010), Alexander Deichsel, Cornelius Bickel, Rolf Fechner; (1992-2006)Carsten Schlüter-Knauer, et Uwe Carstens (2006- ); Berlin et New York, Walter de Gruyter 1998.
Elle organise également des publications et des conférences de recherches sur des matières sociologiques (à savoir les « colloques Tönnies » qui ont jusqu'ici eu lieu à Kiel en 1980, 1983, et 1987, dans Klagenfurt en 2004, puis à nouveau à Kiel en 2005, dans Paris en 2007). La Société Ferdinand Tönnies édite également la revue bisannuelle Tönnies-Forum.
En outre, la Société Ferdinand Tönnies possède une pension d'étudiants (« Studentenwohnheim », la « Ferdinand-Tönnies-Haus ») à Kiel. Elle organise aussi bien des conférences publiques universitaires et en matière politique pour le grand public.
Son siège est situé à l'adresse suivante : Freiligrathstraße 11, D-24116 Kiel. Le président est actuellement [2010] Alexander Deichsel, le vice-président est Hans-Werner Prahl, le secrétaire est Uwe Carstens et le trésorier est René Sartorius.

## Voir également